# 佟麗婭
佟丽娅（1983年8月8日—），锡伯族，新疆维吾尔自治区察布查尔锡伯自治县人，為中国大陸女演员、舞者，毕业于中央戏剧学院表演系。現任中國電視藝術家協會理事。
2002年获得首届“新疆小姐”大赛亚军，2007年正式出道。2008年在电视剧《母仪天下》中飾演赵飞燕，2011年又出演《宫》、《北京爱情故事》等。

## 生平

### 早年
佟丽娅出生于新疆维吾尔自治区伊犁哈萨克自治州首府伊宁市（1985年至2001年归属伊犁地区），为清朝乾隆年间由东北西迁至伊犁戍边的锡伯族军民后裔。父亲佟吉生，时任伊犁州音乐家协会常务副主席兼秘书长，后升任新疆音乐家协会常务副主席兼秘书长、中国音乐家协会理事等职，祖籍察布查尔锡伯自治县爱新舍里镇（原名金泉镇），祖上是锡伯营三牛录人（即锡伯八旗中的正白旗，今依拉齐牛录村），1950年代初期，父辈因工作的关系举家移居伊宁；母亲毛海英是汉族，甘肃民勤县人，担任新疆教育学院艺术分院声乐系副教授。
佟丽娅出生于音乐世家，她从小便接受艺术的熏陶。5岁时进入伊宁市少年宫少儿艺术团学习舞蹈，1995年曾随团赴昆明演出民族舞蹈《欢乐的锡伯》。次年，还在读初二的她考入新疆艺术学院附中舞蹈系舞蹈表演专业，来到乌鲁木齐上学。期间专业成绩名列前茅，曾参加自治区迎香港回归大型文艺晚会，而建国50周年庆典新疆彩车表演的经历则使她萌生了将来到北京发展的念头。

### 求学、工作与转行（2000年－2005年）
2000年，佟丽娅从艺术学院毕业后分配至新疆歌舞团，同年又考入新疆艺术学院舞蹈系舞蹈教育专业，并考取了新疆舞蹈家协会四级培训教师资格，成为新疆历史上年龄最小的四级资格获得者。她利用假期担任舞蹈老师，利用课余时间担任广告和摄影模特。除此之外，她还多次被借调参与演出。2001年9月，被新疆歌舞团借调参加第二届少数民族文艺汇演，凭借双人舞《喜上眉梢》获得全国三等奖。2002年9月，佟丽娅在众多参赛选手中脱颖而出，荣获首届“新疆小姐”大赛亚军。10月起，又被中国歌舞团借调参加大型民族音乐舞蹈《秘境之旅》的全国巡演。
2003年，佟丽娅以优异的成绩毕业，被中国歌舞团录取。不巧的是，初到北京的她正好赶上“非典”。2004年初，佟丽娅参加了文化部主办的春节晚会。演出结束后，由于面临与东方歌舞团合并，她决定改换职业，抱着试试看的想法报考了北京电影学院和中央戏剧学院，不久又正式辞职进行突击学习，最终被两所学校同时录取。权衡之后，佟丽娅选择了后者，成为中戏首个新疆锡伯族学生。

### 出道、发展与走红（2006年－2012年）
2006年9月，佟丽娅被香港著名导演尔冬升选中，出演电视剧《新不了情》，由此正式出道。尽管只是配角，但随着该剧于2008年在央视播出，其靓丽的外形广受喜爱，引起网上追捧。而在当年的另外两部剧《空巷子》和《母仪天下》中，她都留下了令人印象深刻的表演。尤其是《母仪天下》，佟丽娅凭借出色的舞蹈功底成功塑造了赵飞燕一角，古装造型令人惊艳，使得该剧成为其早年重要的代表作。
在2008年从中央戏剧学院毕业后，佟丽娅陆续演出了不少年代剧作品，如《娘妻》、《烟雨斜阳》等。
2011年佟丽娅迎来了自己事业的转折点。这年2月，由她出演的穿越剧《宫》在湖南卫视首播后火爆荧屏，收视率居高不下。凭借在剧中的出色演绎，佟丽娅人气急升，正式跻身当红小花旦之列。不久她又与汪东城合作，主演惊悚悬疑电影《紫宅》，这也是她的首部大银幕作品。此外佟丽娅还在当年4月参加了湖南卫视“舞动奇迹”第三季比赛，搭档“快乐男声”李炜，在历时两个月的赛事中，一度被视为夺冠大热门。然而在第五场赛前训练时，她不慎受伤导致肋骨骨裂，尽管如此，她仍坚持带伤参赛，最终在6月26日的第十场比赛中止步四强，收获第五名。值得一提的是，她在比赛期间还担任了家乡的锡伯族形象大使。
进入2012年后，佟丽娅的事业继续稳步发展。在年初的热播剧《北京爱情故事》中，她因清新脱俗的气质再次收获高人气，并在之后参演了赵薇执导的电影《致我们终将逝去的青春》。这期间她的接戏类型趋向多元化，既有《我的经济适用男》、《断奶》这样的偶像剧和生活剧，也有《唐山大地震》、《刀客家族的女人》这样的正剧。

### 自立门户与转战大银幕（2012年至今）
佟丽娅于2012年底成立了自己的个人工作室，开始独立发展，2014年1月与相恋三年的陈思诚正式举行了婚礼。随着其主演的电影版《北京爱情故事》收获超过4亿元票房，她在电影圈崭露头角，进而在著名导演徐克执导的电影《智取威虎山3D》担当主演，影片在年底上映后蝉联两周票房冠军，累计票房8.8亿元。与此同时，她因成功驾驭了多种不同题材的电视剧而备受好评，所主演的《刀客家族的女人》、《恋恋不忘》、《产科医生》等剧成绩斐然，在口碑、奖项和收视率上均收获肯定。
2019年主持庆祝中华人民共和国成立70周年联欢活动《奋斗吧 中华儿女》，担任70周年天安门广场大联欢解说。
2019年11月，领衔主演舞剧《在远方·在这里》。
2020年1月，佟丽娅跨界主持《2020年中央广播电视总台春节联欢晚会》。
2021年5月20日佟麗婭微博官宣与陈思诚離婚。

## 演出作品

### 电视剧／网络劇
| 首播年份 | 剧名                 | 角色                         | 备注             |
| 2007年   | 红蝎子               | 古丽                         |                  |
| 2008年   | 新不了情（香港首播） | 青年李再爱                   |                  |
| 2008年   | 空巷子               | 齐乔                         |                  |
| 2008年   | 母仪天下             | 赵飞燕                       |                  |
| 2009年   | 五十玫瑰             | 曹云川徒弟                   |                  |
| 2009年   | 我是一棵小草         | 岳小梅                       |                  |
| 2009年   | 人活一张脸           | 贾晓臣                       |                  |
| 2009年   | 娘妻                 | 孙雅婷                       |                  |
| 2010年   | 鸳鸯河               | 黄曼莉                       |                  |
| 2010年   | 无懈可击之美女如云   | 姚辉(Sabrina)                |                  |
| 2010年   | 大屋下的丫鬟         | 苏文慧                       |                  |
| 2010年   | 欢喜婆婆俏媳妇       | 喜兰                         |                  |
| 2010年   | 烟雨斜阳             | 高宛宜                       |                  |
| 2010年   | 天涯赤子心           | 高淑华                       |                  |
| 2010年   | 怪侠一枝梅           | 荆如忆                       |                  |
| 2011年   | 宫                   | 佟素言（年素言）             |                  |
| 2011年   | 爱可以重来           | 陆嘉亮                       |                  |
| 2011年   | 错恨                 | 董紫苏                       |                  |
| 2011年   | 唐宫美人天下         | 舞倾城                       |                  |
| 2012年   | 北京爱情故事         | 沈冰                         |                  |
| 2012年   | 我的经济适用男       | 何小君                       |                  |
| 2012年   | 梦回唐朝             | 陶茿                         |                  |
| 2012年   | 王的女人             | 吴美人                       |                  |
| 2013年   | 断奶                 | 安琪                         |                  |
| 2013年   | 唐山大地震           | 万小登（王小灯、夏婴、雪梨） |                  |
| 2013年   | 失恋33天             | 陈小姐                       |                  |
| 2013年   | 恋爱的那点事儿       | 于湖新                       |                  |
| 2014年   | 刀客家族的女人       | 葛大妮                       |                  |
| 2014年   | 产科医生             | 何晶                         |                  |
| 2014年   | 恋恋不忘             | 吴桐                         |                  |
| 2014年   | 大都市小爱情         | 苏劲                         |                  |
| 未播出   | 爱无痕               | 沈怜星                       | 2014年拍摄       |
| 2015年   | 酷爸俏妈             | 黄小颖                       |                  |
| 2015年   | 平凡的世界           | 田润叶                       |                  |
| 2017年   | 琅琊榜之风起长林     | 蒙浅雪                       |                  |
| 2018年   | 远大前程             | 林依依                       |                  |
| 2018年   | 爱国者               | 舒婕                         |                  |
| 2019年   | 我在未来等你         | 王微笑（成年）               | 客串             |
| 2020年   | 完美关系             | 江达琳                       |                  |
| 2020年   | 霞光                 | 高大霞                       |                  |
| 2020年   | 爱的厘米             | 关雨晴                       |                  |
| 2021年   | 明天我们好好过       | 何大叶                       | 2017年拍攝       |
| 2021年   | 百炼成钢             | 秦子衿                       | 单元《歌唱祖国》 |
| 2022年   | 杠杆                 | 陈昕                         |                  |
| 2023年   | 正好遇见你           | 年贵妃                       | 网络劇           |
| 2023年   | 欢颜                 | 刀美兰                       | 网络劇           |
| 2023年   | 三大队               | 刘文芳                       |                  |
| 2024年   | 春风化雨             | 安颜                         |                  |
| 2025年   | 真心英雄             | 刘嘉英                       | 單元《无名》     |
| 待播     | 浣溪沙               | 西施                         |                  |
| 待播     | 双食记               |                              | 网络劇           |
| 待播     | 咸鱼飞升             | 琴仙                         | 网络劇           |

### 电影
注：「电视电影」所標註的日期，为CCTV-6首播日期
| 上映年份             | 电影名                     | 角色               |
| 未公映（2006年拍摄） | 葵花子                     |                    |
| 2010年               | 花腰女儿红（电视电影）     | 白玉               |
| 2010年               | 玫瑰余香（电视电影）       | 郭佳妮             |
| 2011年               | 紫宅                       | 周彤               |
| 2013年               | 致我们终将逝去的青春       | 施洁               |
| 2013年               | 全民目击                   | 李晓妮             |
| 2014年               | 北京爱情故事               | 沈彦               |
| 2014年               | 洋妞到我家                 | 幼儿园老师         |
| 2014年               | 智取威虎山3D               | 白茹（小白鸽）     |
| 2015年               | 迷城                       | 小云               |
| 2015年               | 诡劫                       | 胡美睿             |
| 2015年               | 万万没想到：西游篇         | 蝎子精             |
| 2015年               | 唐人街探案                 | 阿香               |
| 2016年               | 奔爱                       | 叶依依             |
| 2016年               | 惊心破                     | 陳相茹             |
| 2018年               | 唐人街探案2                | 阿香               |
| 2018年               | 超时空同居                 | 谷小焦             |
| 2019年               | 鼠胆英雄                   | 杜卿               |
| 2019年               | 我和我的祖国               | 一丹               |
| 2020年               | 我和我的家乡               | 董文化             |
| 2021年               | 刺杀小说家                 | 般箬 ／ 路空文姐姐 |
| 2021年               | 革命者                     | 赵纫兰             |
| 2021年               | 1921                       | 宋霭龄             |
| 2021年               | 中国医生                   |                    |
| 2023年               | 流浪地球2                  | 图恒宇妻子         |
| 2023年               | 我经过风暴                 | 徐敏               |
| 2023年               | 惊天救援                   | 叶歆               |
| 2024年               | 来都来了                   | 雅惠               |
| 2024年               | 狗阵                       | 葡萄               |
| 2024年               | 假如，我是这世上最爱你的人 | 福佳艺             |
| 2024年               | 误杀3                      | 李慧萍             |
| 2025年               | 轻于鸿毛                   | 沈飞鸿             |
| 待上映               | 眨眨眼                     |                    |
| 待上映               | 流浪地球3                  |                    |

### 微电影
- 2009年1月，《de valentino/情人》饰 崔静恩（新浪原创联盟2009情人节十大短片）
- 2012年7月，《Mian is 佟丽娅》饰 丽娅（“Mian，由你想象”系列微电影）
- 2012年8月，《Ta的Beijing爱情故事》饰 佟氏集团总裁千金
- 2014年12月，《一触燃情20篇》饰 赵奕然（力士微电影）
- 2015年4月，《失眠笔记》饰 周小姐（“美好2015”优酷大师微电影系列）

### 纪录片
- 2005年，日本富士电视台《追梦的人》

### MV
- 2004年，王宏伟《喀什噶尔女郎》

## 音乐作品

### 单曲
- 2012年，《爱情没什么道理》（电视剧《我的经济适用男》插曲，与戚薇、高露合唱）
- 2012年，《只为你歌唱》
- 2020年，《山河无恙在我胸》（与蔡徐坤合唱）

## 早年文艺演出
注：以下资料整理自
- 1995年8月，随伊宁市少儿艺术团赴昆明演出。
- 1997年7月，新疆维吾尔自治区迎香港主權移交大型文艺晚会演出。
- 1999年10月，建国50周年庆典新疆彩车表演，获优秀贡献奖。
- 2000年2月，新疆电视台春节联欢晚会演出。
- 2000年8月，中央電視台“同一首歌”大型巡回演出。
- 2001年3月，新疆中国核试验基地中国人民解放军总装备部文艺调演。
- 2001年3月－5月，山东潍坊实习演出。
- 2001年6月，赴香港拍摄香港卫视中文台申奥宣传片。
- 2001年9月，第二届全国少数民族文艺汇演，获三等奖。
- 2002年10月－2003年3月，中国歌舞团大型民族音乐舞蹈《秘境之旅》全国巡演。
- 2003年1月，出演中央电视台西部频道“魅力西部”春节特别节目。
- 2003年2月，随新疆艺术学院青年艺术团赴香港演出。
- 2004年2月，文化部春节电视晚会演出。

## 参赛经历
- 2002年，首届“新疆小姐”大赛亚军。
- 2011年，湖南卫视“舞动奇迹”第三季比赛第五名。

## 荣誉
2011年
- 3月1日，优酷影视盛典·2011开年盘点“开年突破女演员”
- 12月15日，优酷大剧盛典“年度新锐偶像”

2012年
- 1月11日，第一届搜狐视频电视剧盛典“最佳女配角”
- 3月31日，第二届乐视影视盛典“飞跃进步女演员”
- 5月22日，MSN时尚夜颁奖典礼“星月年度当红女演员”
- 8月15日，第二届搜狐视频电视剧盛典“最具网络人气女演员”
- 8月23日，《风尚志》2012风尚权力榜颁奖盛典“风尚人气明星”

2013年
- 7月28日，安徽卫视2013亚洲偶像盛典“最具实力女演员”

2014年
- 4月18日，第一届中国电视演员形象榜“青年演员形象金榜”
- 8月27日，第十三届华鼎奖中国百强电视剧发布盛典“最佳女主角”、“全国观众最喜爱的影视明星”
- 10月13日，2014星月榜样颁奖盛典“年度最受欢迎电视剧女演员”
- 10月23日，第十届全国电视制片业十佳颁奖礼“十佳电视剧演员”
- 11月21日，第一届中澳国际电影节“最佳女演员”
- 11月22日，第六届澳洲国际华语电影节“组委会女演员”
- 11月25日，第六届欧洲万象国际华语电影节“最佳青年女演员”

2015年
- 3月18日，第五届明星公民颁奖盛典“年度明星公民”

2016年
- 5月21日，第19屆華鼎獎中國百強電視劇滿意度調查發佈盛典“中國當代題材電視劇最佳女演員”《平凡的世界》

## 感情与婚姻生活
佟丽娅的前夫为中国大陆演员陈思诚，两人在2010年底因合作拍摄陈自编自导自演的电视剧《北京爱情故事》而相识，期间经历陈思诚的追求，于该剧杀青后开始暗中交往。2011年底至2012年初，由于同剧演员的暗示、网络名人的爆料、机场同行照、以及微博互动的关系，这段感情逐渐被捅破。2月27日，在湖南卫视“快乐大本营”节目录制现场，两人正式公开恋情。
随后的两年中，陈佟二人曾数次传出领证结婚的消息，还联袂主演了电影版《北京爱情故事》。2014年1月15日（北京时间1月16日），在影片上映前夕，两人在南太平洋旅游胜地——法属波利尼西亚的塔希提岛正式举行了婚礼。2015年10月21日，陈思誠与佟丽娅承认怀孕。
2021年5月20日，佟丽娅与陈思诚宣布离婚。然而两人离婚的消息公布后不久，新浪微博将相关话题从热搜榜撤下，疑似配合官方实行离婚冷静期降低离婚率的主旋律，而作出审查。不满网友随后将词条“撤热搜”推上热搜榜，同样遭到微博审查。
2021年12月21日微博出现再婚传言，传闻結婚對象是中共中央宣传部副部長、中央广播电视总台台长慎海雄，但相關消息遭封鎖；22日，北京海淀警方公告称，针对“网络所传谣言”，佟丽娅已报案。 
29日，海淀警方发布通报：“魏某（男，35岁）、周某某（女，43岁）、唐某某（男，36岁）三名嫌疑人出于吹嘘炫耀目的，捏造、散布涉及相关报案人的不实信息，造成恶劣社会影响。三人对自身违法事实供认不讳，公安机关已依法作出行政拘留处罚。”佟丽娅工作室微博亦贴出警方通报，并表示佟丽娅目前为离异、单身状态。